# 木村資生
木村 資生（きむら もとお、1924年〈大正13年〉11月13日 - 1994年〈平成6年〉11月13日）は、日本の集団遺伝学者。中立進化説を提唱した。日本人で唯一ダーウィン・メダルを受賞。また、パフィオペディラムの育種家としても知られる。学位は、理学博士（大阪大学・1956年）。国立遺伝学研究所名誉教授。日本学士院会員。文化功労者。文化勲章受章。岡崎市名誉市民。

## 略歴
- 愛知県岡崎市菅生町に生まれる[2]。
- 岡崎市立投尋常小学校（現・岡崎市立根石小学校）から旧制岡崎中学（現・愛知県立岡崎高等学校）に進む[2]。旧制第八高等学校卒業後、京都帝国大学理学部で植物学を学ぶ。1947年に卒業後は京都大学農学部副手、ついで京都大学農学部助手となる。木原均の遺伝学研究室に所属していた。
- 1949年に国立遺伝学研究所（静岡県三島市）に入所。教授を経て名誉教授に。約40年間研究を続けた。日本遺伝学会会長等を歴任。
- 1950年代から1960年代初頭、一世を風靡していた「進化総合説」の信奉者であった[3]。
- 1953年から1954年アイオワ州立大学に留学。
- 1954年から1955年にはウィスコンシン大学で集団遺伝学を学ぶ。
- 新しい集団遺伝学理論の構築を目指すようになり、やがて、分子進化中立説を提唱するようになった[4]。
- 1956年　学位論文「自然集団における遺伝子頻度の機会的変動について」で理学博士（大阪大学）[5]
- 1968年　遺伝子の「分子進化の中立説」をNatureに発表[6]
- 1973年　全米科学アカデミー外国人会員に選出。
- 1973年 文化勲章受章[7]
- 1977年 岡崎名誉市民[7]
- 1982年　日本学士院会員に選出。
- 1992年 英国王立協会からダーウィン・メダル受賞[7]。
- 1993年　ロンドン王立協会外国人会員に選出[8]（日本人で5人目）。
- 晩年は筋萎縮性側索硬化症を患っており[9]、1994年の誕生日に三島市の自宅廊下で転倒し頭部を強打、頭蓋内出血のため搬送先の病院で死去。享年70。

## 中立進化説
中立進化説とは、分子レベルの進化はダーウィン的な「サバイバル・オブ・ザ・フィッテスト(fittest)」（適者生存）だけではなく、生存に有利でも不利でもない中立的な変化で「サバイバル・オブ・ザ・ラッキエスト(luckiest)」、すなわち、たまたま幸運に恵まれたものも残っていくという学説である。中立説は発表当初多くの批判を浴び世界的な論争を引き起こした。その後、この説は広く認められるようになり、現代進化論の一部となっている。

## 受賞歴
- 1957年　日本遺伝学会賞
- 1965年　ウェルドン記念賞
- 1968年　日本学士院賞
- 1987年　朝日賞[10]
- 1987年　ジョン・カーティー賞（米国科学アカデミー）
- 1988年　国際生物学賞[11]
- 1992年　ダーウィン・メダル

## 栄典
- 1976年　文化勲章
- 1976年　文化功労者
- 1977年　岡崎市名誉市民

## 主な著書
- 『集団遺伝学概論』（培風館、1960年） - 中立説発表前の著書
- 『分子進化の中立説』（紀伊国屋書店、向井輝美、日下部真一訳、1986年） ISBN 431400469X - 中立説の専門書、原書はThe Neutral Theory of Molecular Evolution. Cambridge University Press, Cambridge (1983).
- 『生物進化を考える』（岩波書店、1988年） ISBN 4004300193 - 進化論と中立説に関する入門書、岩波新書

## 翻訳
- 『遺伝学概論』（J.F.クロー（英語版）著、木村資生、太田朋子訳、培風館、1991年） ISBN 4563038776 - 遺伝学の入門書

## 論文
- 木村資生 (1960) 日本遺伝学会第31回 大会受賞記念講演 集団の遺伝的荷重とその進化における意義 遺伝学雑誌 Vol.35 (1960) No.1 P7-33

## 進化学振興木村資生基金
木村資生の業績をたたえ、2004年12月にスズキ株式会社の基金寄附によって設立された公益信託。日本進化学会学会賞の受賞者などを候補として木村資生記念学術賞（木村賞）を授与し、また進化学に関連する講演会などに対して助成を行っている。また2016年より隔年でKimura Motoo Award（木村資生国際賞）の授与を行っている。